# Colonia Dora
Colonia Dora är en ort i Argentina.   Den ligger i provinsen Santiago del Estero, i den norra delen av landet, 800 km nordväst om huvudstaden Buenos Aires. Colonia Dora ligger 107 meter över havet och antalet invånare är 2 406.
Terrängen runt Colonia Dora är mycket platt. Närmaste större samhälle är Añatuya, 19,1 km nordost om Colonia Dora.
Trakten runt Colonia Dora består i huvudsak av gräsmarker. Runt Colonia Dora är det mycket glesbefolkat, med 5 invånare per kvadratkilometer.